# Canton de Brive-la-Gaillarde-Nord
Pour les articles homonymes, voir Canton de Brive-la-Gaillarde (homonymie).
Le canton de Brive-la-Gaillarde-Nord, ancienne division administrative française située dans le département de la Corrèze, a existé de 1951 à 1982.

## Historique
Le canton de Brive-la-Gaillarde-Nord est,  avec le canton de Brive-la-Gaillarde-Sud, l'un des cantons de la Corrèze créés en 1951 lors de la scission en deux du canton de Brive-la-Gaillarde.
En 1982, il est lui-même scindé. Ses communes sont réparties sur le canton de Brive-la-Gaillarde-Centre, le canton de Brive-la-Gaillarde-Nord-Est, le canton de Brive-la-Gaillarde-Nord-Ouest et le canton de Malemort-sur-Corrèze.

## Géographie
Ce canton était organisé autour de Brive-la-Gaillarde dans l'arrondissement de Brive-la-Gaillarde. Son altitude variait de 90 m (Varetz) à 389 m (Venarsal).

## Administration
| Période | Période | Identité         | Étiquette             | Qualité                                                                                                 |
| ------- | ------- | ---------------- | --------------------- | --- |
| 1951    | 1964    | Roger Courbatère | Rad.                  | Tapissier Maire de Brive-la-Gaillarde (1961-1965)                                                       |
| 1964    | 1982    | Jean Charbonnel  | UNR puis UDR puis RPR | Député (1962-1967, 1968-1978) Maire de Brive-la-Gaillarde (1966-1995) Ministre (1966-1967 et 1972-1974) |

## Composition
Le canton de Brive-la-Gaillarde-Nord regroupait les communes suivantes :
- Brive-la-Gaillarde (fraction de commune)[1]
- Dampniat[2]
- Ussac[3]
- Varetz[4]
- Venarsal[5]